# カール・ラール
カール・ラール（Carl Rahl、または Karl Rahl、1812年8月13日 - 1865年7月9日）は、オーストリアの画家。装飾画、歴史画、肖像画を描いた。

## 略歴

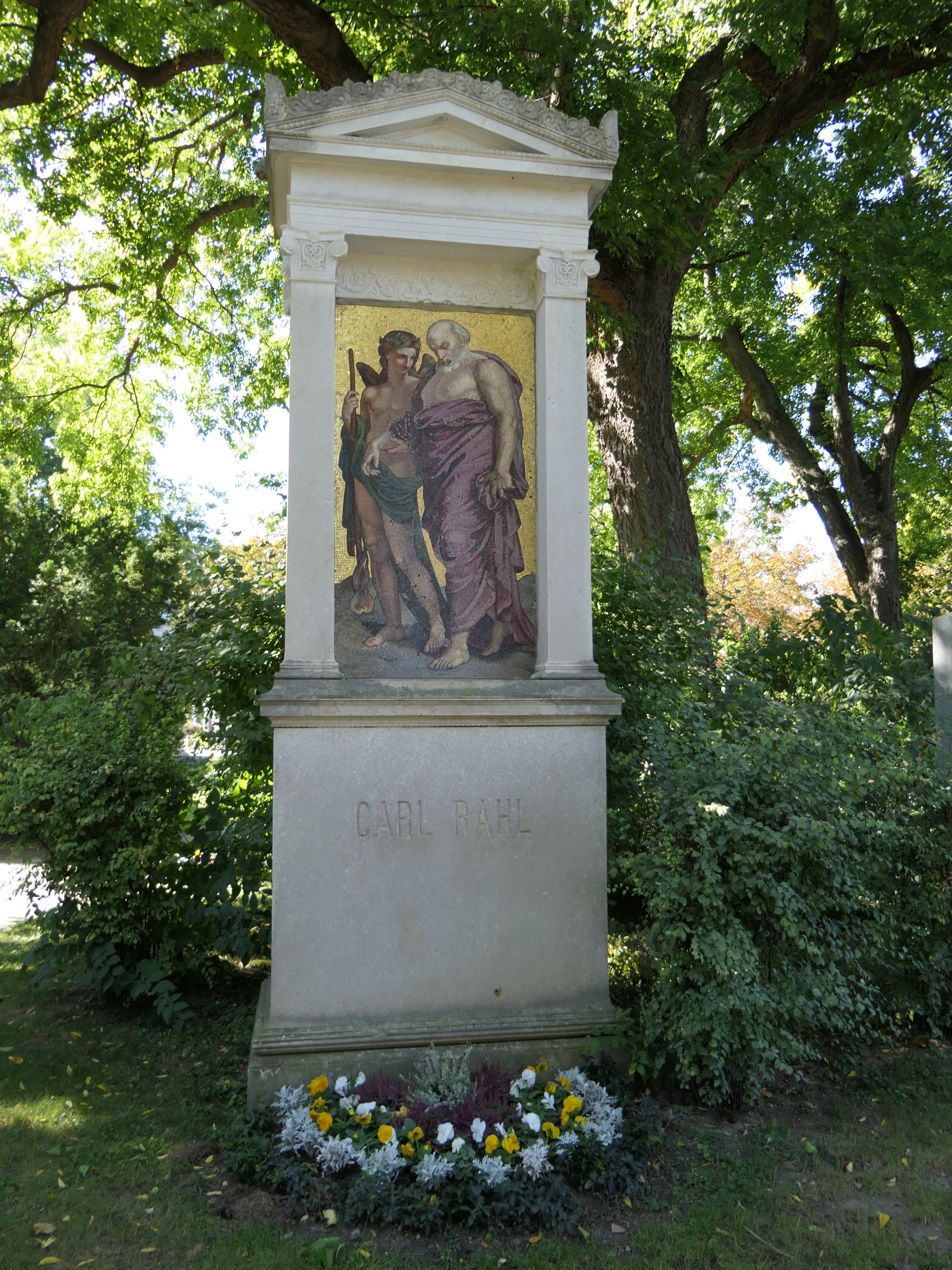
ウィーン中央墓地にある墓

ウィーンで生まれた。父親のカール・ハインリヒ・ラールは版画家である。ウィーン美術アカデミーで学び、19歳のとき、アカデミーの留学奨学金のついた賞を受賞し、ミュンヘンやシュツットガルト、ハンガリーを旅し、1836年にイタリアを訪れた。イタリアに1843年まで滞在し、ヴェネチアやローマの画家たちに学んだ。その後パリにも滞在した。生涯を通じて共和主義の支持者であり、ハインリッヒ・ハイネや、ロシアのアナキスト、ミハイル・バクーニンや革命指導者のゲオルク・ヘルヴェークとも親交をもった。1846年から再びローマで活動した後、デンマークで働き、スウェーデンやノルウェーも旅した。
1850年にウィーン美術アカデミーの教授に任じられるが、すぐに政治的な理由で解任された。私塾を開き、人気を集め多くの画家がラールから学んだ。ラールから学んだ画家には、タン・モール、アントン・ロマコやセーケイ・ベルタランらがいる。弟子のエドゥアルト・ビッターリヒやアウグスト・アイゼンメンゲルと、聖三位一体ギリシャ正教会やトデスコ宮殿などの建物の装飾画の仕事をした。

## 作品

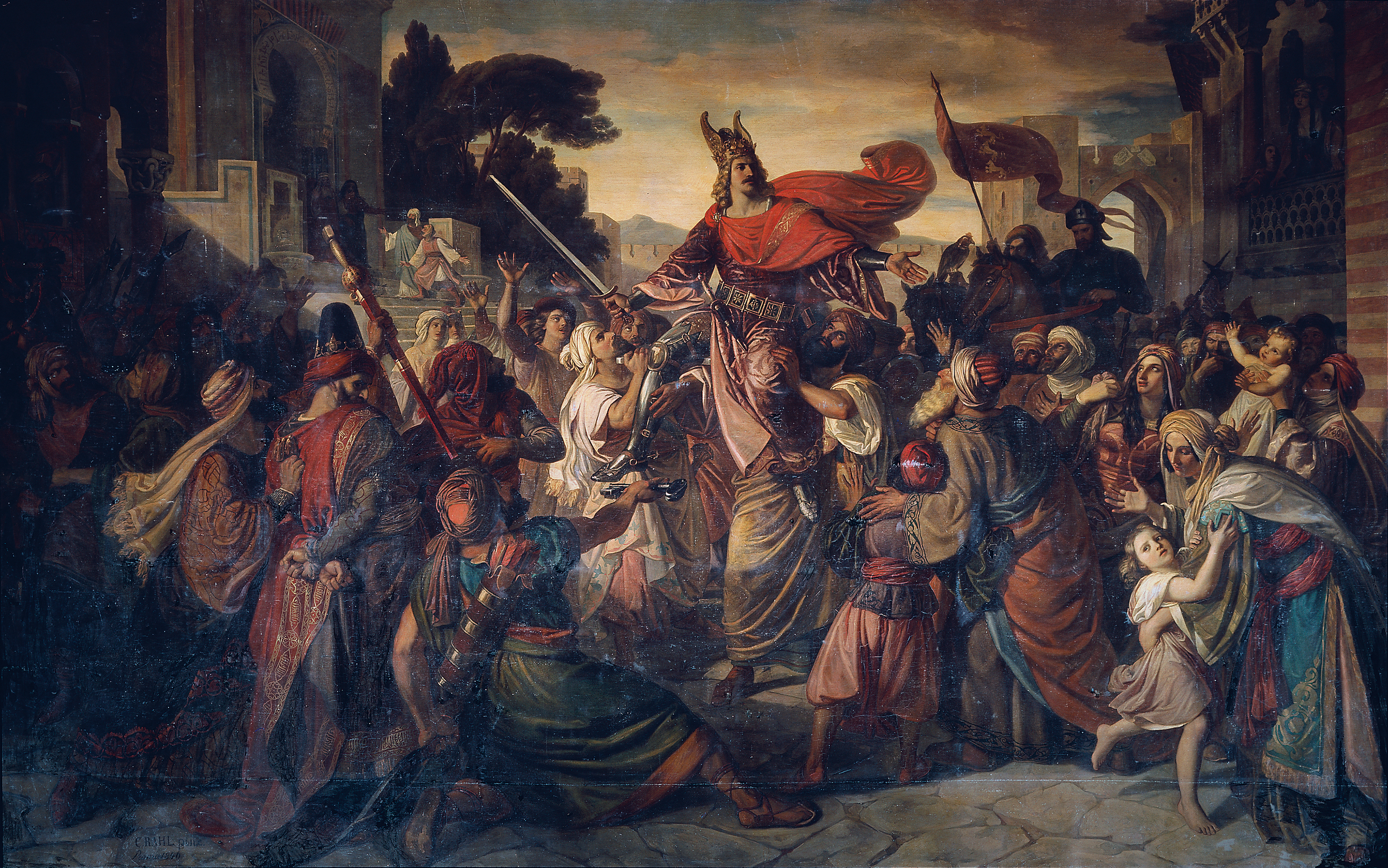
「マンフレーディ(13世紀のシチリア王)」
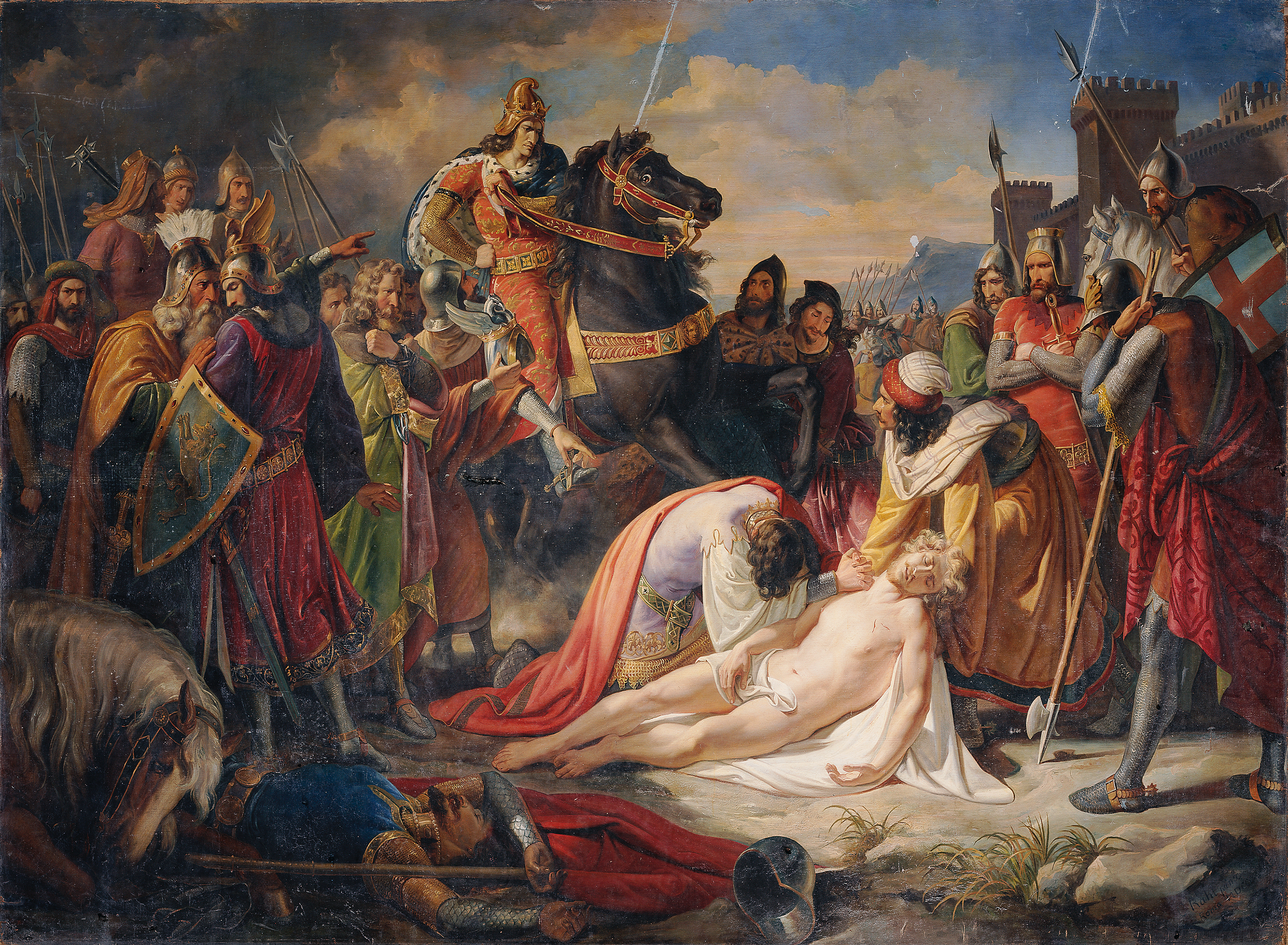
マンフレーディの死体を見るカルロ1世
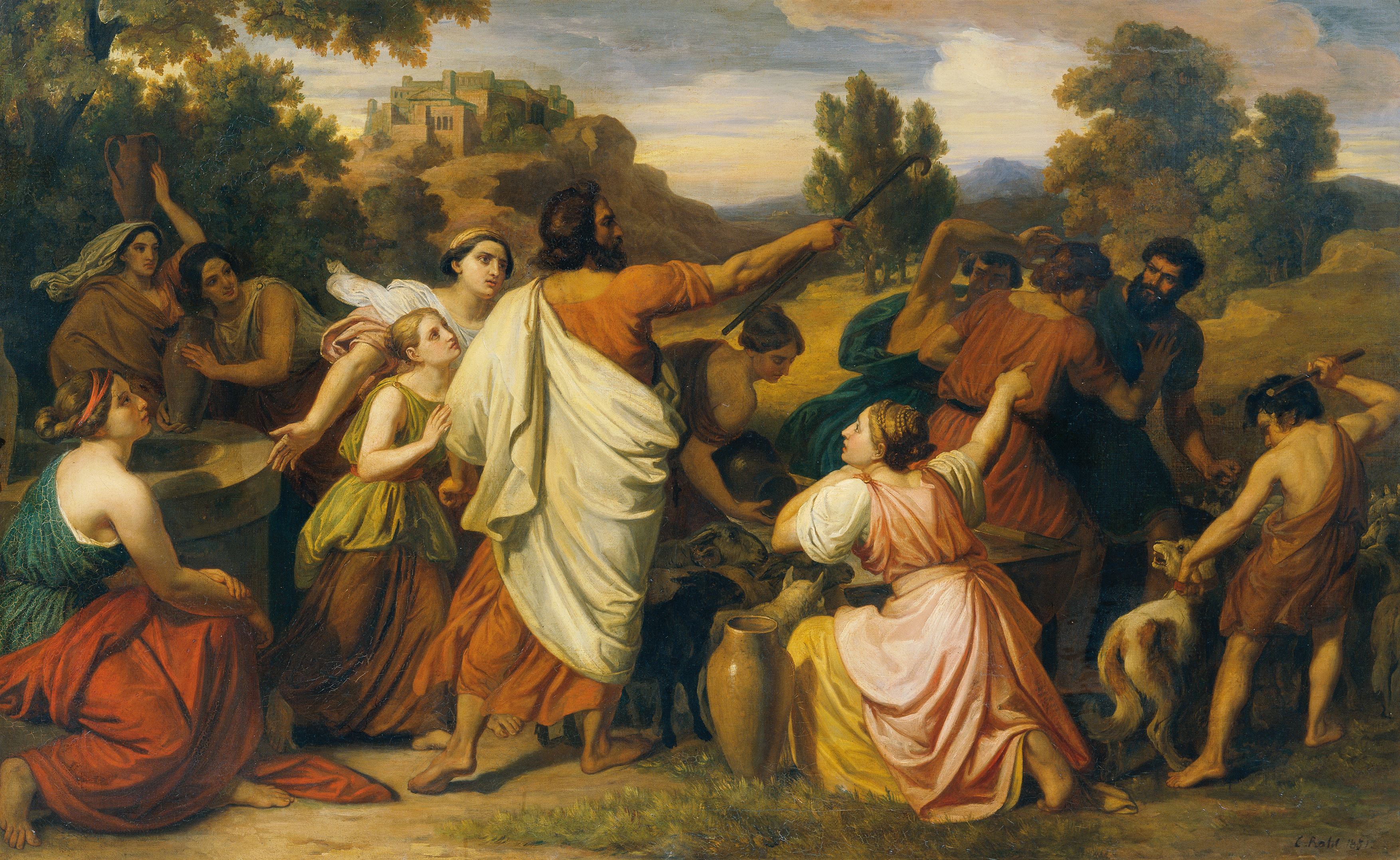
リケルの娘を助けるモーゼﾞ

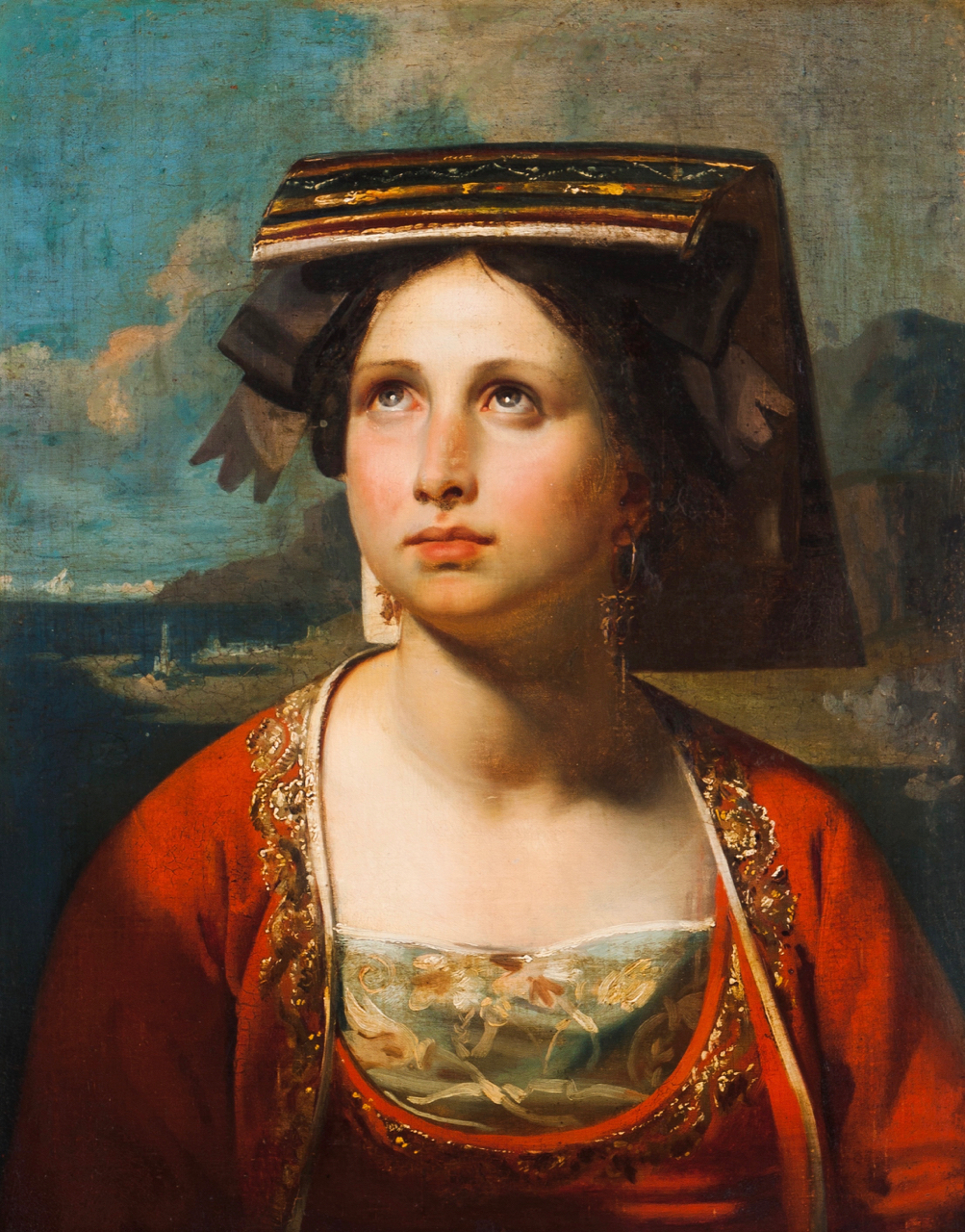
ベネツィアの女性
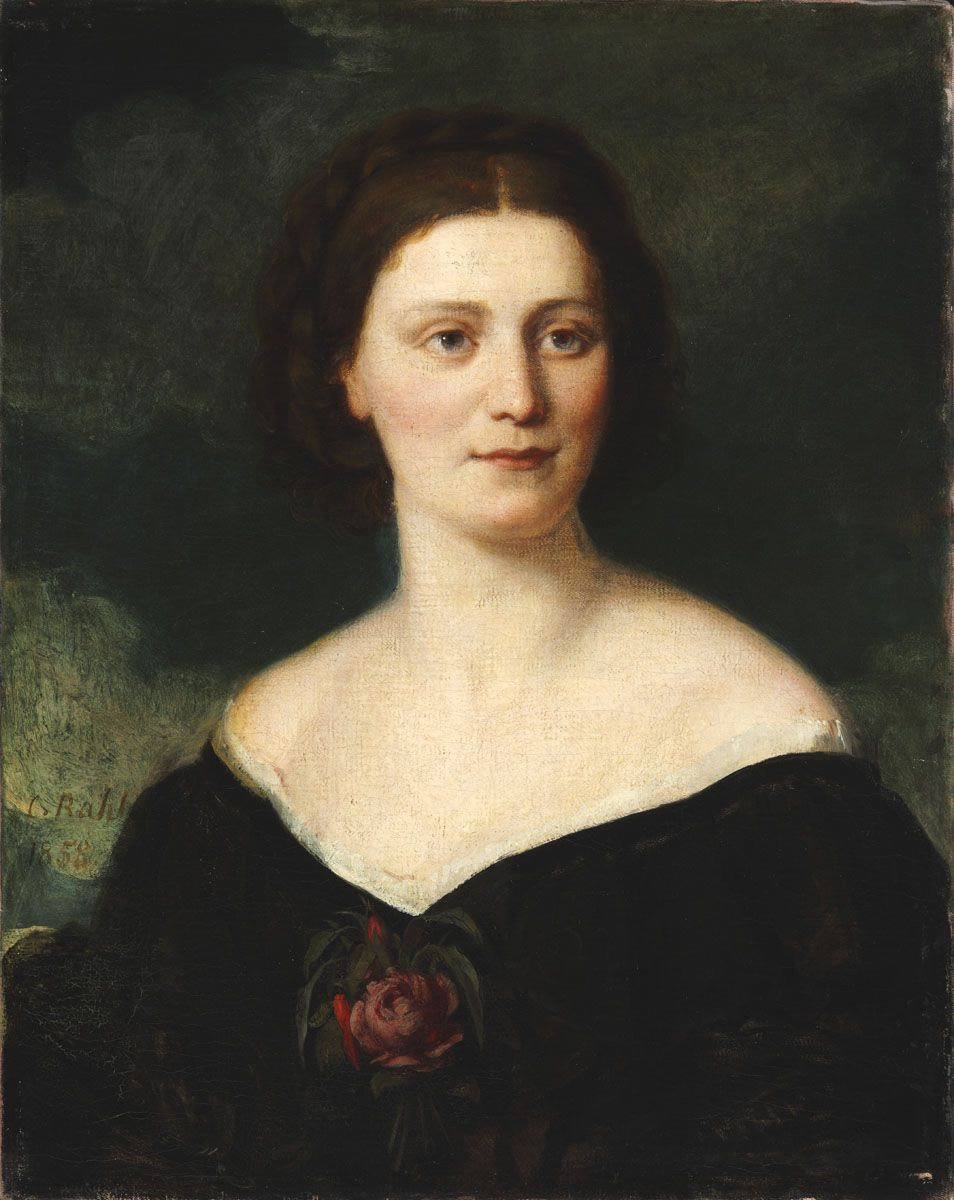
アンドラーシ・ジュラ伯爵夫人
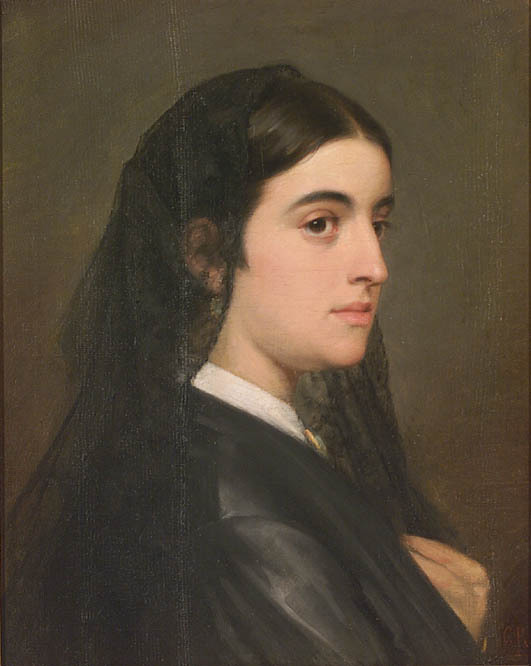
若い寡婦
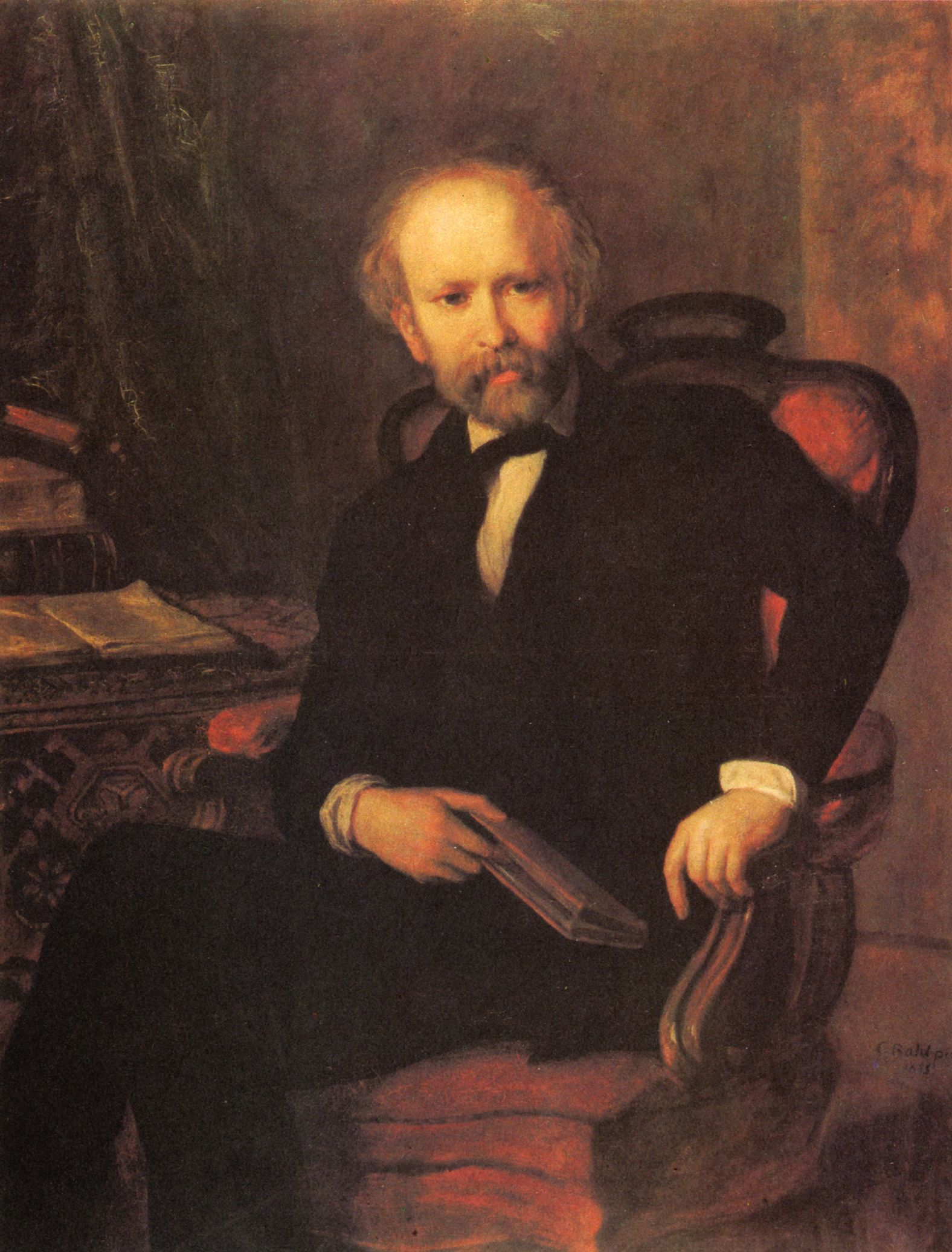
フリードリヒ・ヘッベル - 詩人

## カール・ラールに学んだ画家
- ヨーゼフ・マティアス・トレンクヴァルト (1824-1897)
- タン・モール (1828–1899)
- アウグスト・アイゼンメンガー(1830–1907)
- アントン・ロマコ (1832–1889)
- ロッツ・カーロイ (1833–1904)
- エドゥアルト・ビッターリヒ(en) (1833–1872)
- セーケイ・ベルタラン (1835–1910)
- クリスティアン・グリーペンケール (1839–1916)